# NGC 6820
NGC 6820 (również IRAS19403+2258) – mgławica emisyjna znajdująca się w gwiazdozbiorze Liska. Odkrył ją Albert Marth 7 sierpnia 1864 roku. Jest tylko małym fragmentem znacznie większej mgławicy Sharpless 2-86. Niektóre źródła błędnie podają, że NGC 6820 to właśnie Sharpless 2-86, jednak z pozycji oraz opisu sporządzonego przez Martha wynika, że zaobserwował on tylko mały fragment („węzeł”) w jej południowo-zachodniej części.